# 2016年夏季殘疾人奧林匹克運動會田徑女子4×400米接力賽
2016年夏季帕拉林匹克運動會的田徑女子4×400米接力賽於9月15日於阿維蘭熱奧林匹克體育場舉行，只有1個包含2個級別的項目。此項目亦是本屆殘奧會新增的田徑項目。

## 比賽模式
- T53級及T54級的運動員有肌肉力量或肢體活動範圍的殘障。這些級別的運動員會使用輪椅進行比賽，數字愈低代表殘障程度愈高。T53級的運動員雖然沒有軀幹活動能力，但上肢的活動能力正常。T54級的運動員則有部份的軀幹及下肢活動能力，上肢的活動能力則正常[3]。
- 詳細的分級方法可以參閱國際殘疾人奧林匹克委員會的網頁[4][5]。
- 田徑比賽穿着的衣服及運動鞋要符合IPC的規定，釘鞋的釘數目不能超過11。此外，進行比賽時必須在胸前及背部掛上號碼布。
- T53級及54級的運動員在進行輪椅徑賽及公路賽必須穿戴頭盔，並符合國際的安全標準。
- 徑賽項目中使用輪椅必須符合IPC的規定。包括長度、闊度、高度、車輪的尺寸及機械等。
- 徑賽項目中如果運動員偷步將會被即時取消資格。此外，除了長距離項目，如果運動員或領跑員脫離指定線道或阻礙其他運動員比賽，亦會被取消資格。
- 運動員到達終點會以其軀幹作為標準，而輪椅的項目則以主車輪為標準。此外，運動員必須比領跑員較早到達終點，否則會被取消資格。
- 接力項目會有20米的接棒區，超出這範圍接棒會被取消資格。所有運動員及領跑員都不能穿戴手套。此外，不同級別的接力項目也有運動員的限制：
  - T53-54級：需要最少1名T53級運動員。
- 其他規則及場地等可以參閱國際殘疾人奧林匹克委員會的網頁[6][7]。

以下時間為南美標準時間（UTC-3）。
| 日期    | 時間  | 回合             |
| ------- | ----- | ---------------- |
| 9月15日 | 19:24 | 決賽（T53-54級） |

## 世界紀錄
本屆比賽前，該項目的世界及奧運會紀錄如下：
T53-54級：
| 世界紀錄   | 鄒麗紅、馬靜、劉文君、周洪轉（中国） | 3:40.66 | 中国北京 | 2015年4月19日  |
| 奧運會紀錄 | 無                                   | –       | –        | 不設殘奧會紀錄 |

## 比賽結果
| 排名 | 線道 | 國家   | 運動員 | 級別 | 分段時間 | 總時間 | 備注 |
| ---- | ---- | ------ | ------ | ---- | -------- | ------ | ---- |
|      | 1    |        |        | T級  |          |        |      |
|      | 1    | T級    |        |      |          |        |      |
|      | 1    | T級    |        |      |          |        |      |
|      | 1    | T級    |        |      |          |        |      |
|      | 3    | 美国   |        | T級  |          |        |      |
|      | 3    | 美国   | T級    |      |          |        |      |
|      | 3    | 美国   | T級    |      |          |        |      |
|      | 3    | 美国   | T級    |      |          |        |      |
|      | 5    | 中国   |        | T級  |          |        |      |
|      | 5    | 中国   | T級    |      |          |        |      |
|      | 5    | 中国   | T級    |      |          |        |      |
|      | 5    | 中国   | T級    |      |          |        |      |
|      | 7    | 土耳其 |        | T級  |          |        |      |
|      | 7    | 土耳其 | T級    |      |          |        |      |
|      | 7    | 土耳其 | T級    |      |          |        |      |
|      | 7    | 土耳其 | T級    |      |          |        |      |

## 獎牌得主
| 項目        | 分級     | 金牌 | 金牌 | 銀牌 | 銀牌 | 銅牌 | 銅牌 |
| ----------- | -------- | ---- | ---- | ---- | ---- | ---- | ---- |
| 4×400米接力 | T53-54級 |      |      |      |      |      |      |

## 外部連結
- 官方网站（葡萄牙文）（英文）（西班牙文）（法文）
- 國際殘疾人奧林匹克委員會（田徑）（页面存档备份，存于）（英文）